# Герасим II (патриарх Константинопольский)
Герасим II (греч. Γερασίμ Β; XVII век, Хиос — 6 февраля 1689) — патриарх Константинопольский, занимавший пост на протяжении одного года (14 августа 1673 — декабря 1674).
Предшественником патриарха Герасима II был патриарх Дионисий IV, а его преемником был патриарх Афанасий IV.

## Биография
Герасим II родился на острове Хиос. Он стал священнослужителем в молодом возрасте и в 1655 году был избран митрополитом Проилаво (1655—1658).
В 1658 году Герасим II занял пост митрополита Ловеча. 14 августа 1673 года Герасим II сменил Дионисия IV на патриаршем престоле. Герасим II занимал кафедру до декабря 1674 года, а затем отрекся от престола и занял пост архиерея Хиосской митрополии.
В 1676 году Герасим II решил снова занять кафедру, но потерпел неудачу, и через несколько месяцев он взошел на пост митрополита Андроса, откуда был низложен в 1678 году.
Патриарх Герасим II скончался на Наксосе 6 февраля 1689 года.